# Caribbean Motel
Le Caribbean Motel est un motel américain situé à Wildwood Crest, dans le New Jersey. Ouvert en 1957, il est inscrit au Registre national des lieux historiques depuis le 24 août 2005 et est membre des Historic Hotels of America depuis 2011.